# Alatostyla velutina
Alatostyla velutina är en tvåvingeart som beskrevs av Fedotova och Vasily S. Sidorenko 2006. Alatostyla velutina ingår i släktet Alatostyla och familjen gallmyggor. Inga underarter finns listade i Catalogue of Life.